# Pandzjakent
Pandzjakent (Tadzjieks: Панҷакент) of Pendzjikent (Russisch: Пенджикент) is een stad met zo'n 43.300 inwoners in het westen van Tadzjikistan in de provincie Soeghd. De stad ligt aan de Zeravsjan en nabij de grens met Oezbekistan.
In de 4e eeuw was Pandzjakent reeds een belangrijke stad van de Sogdiërs aan de zijderoute. Onder de Heftalieten kwam de stad vanaf de 6e eeuw tot bloei. Toen in de 9e eeuw het belang van de steden Samarkand en Buchara toenam, nam dat van Pandzjakent af en vertrokken de inwoners in grote aantallen. De stad verdween uiteindelijk onder het woestijnzand.
Sinds 1933 leggen archeologen de oude stad bloot. Er zijn onder meer muurschilderingen gevonden die kennis bieden over het leven van de Sogdiërs. De meeste muurschilderingen zijn overgebracht naar de Hermitage in Sint-Petersburg en enkele bevinden zich in het museum van Pandzjakent. 